# Europa-Center
Europa-Center är ett byggnadskomplex med ett höghus på Breitscheidplatz i Charlottenburg i Berlin. 

## Bakgrund
Europa-Center byggdes på 1960-talet och blev ett varumärke för Västberlin och är idag byggnadsminnemärkt. Det ritades av Hentrich, Petschnigg & Partner.
Här fanns tidigare Romanische Café som var en träffpunkt för intellektuella. Under andra världskriget bombades byggnaderna sönder och under lång tid användes området enbart provisoriskt. Berlinmurens byggande 1961 gjorde att man i Västberlin ville skapa ett centrum kring Breitscheidplatz och Europa-Center började planeras. 1965 invigdes det av Willy Brandt.